# Staryje Batieki
Staryje Batieki (ros. Старые Батеки) – wieś (ros. деревня, trb. dieriewnia) w zachodniej Rosji, w osiedlu wiejskim Gniozdowskoje rejonu smoleńskiego w obwodzie smoleńskim.

## Geografia
Miejscowość położona jest nad rzeką Olszanka (dopływ Dniepru), 4 km od drogi federalnej R120 (Orzeł – Briańsk – Smoleńsk – Witebsk), 3,5 km od drogi magistralnej M1 «Białoruś», 3,5 km od centrum administracyjnego osiedla wiejskiego Nowyje Batieki, 14 km na zachód od Smoleńska.
W granicach miejscowości znajdują się ulice: Barinowa, Bieriegowaja, Chwojnaja, Dubowaja, Małaja, Narodnaja, Pobiedy, Priwolnaja, Radużnaja, Szkolnaja, Tienistaja, Wostocznaja, Zapadnaja, Zariecznaja,.

## Demografia
W 2010 r. miejscowość liczyła sobie 577 mieszkańców.

## Urodzeni w dieriewni
- Dawid Barinow – generał porucznik Armii Radzieckiej i generał brygady Wojska Polskiego, Bohater Związku Radzieckiego